# Шабо (язык)
Шабо (микеир) (“Mekeyer” (pej.), “Mikair” (pej.), “Mikeyir” (pej.), Sabu, Shabo, “Shako” (pej.)) — вымирающий изолированный язык, на котором говорят около 600 носителей на юго-западе Эфиопии, в западной части РННЮ. Они живут в трех местах зоны Кефичо Шекичо: Андеракча, Геча и Каабо. Многие из его носителей переходят на другие соседние языки, в частности на языки маджанг и шеккачо (мокко); его лексика во многом зависит от заимствований из этих двух языков, в частности из маджанга, а также из амхарского языка. Шабо — неклассифицирован, но он может принадлежать к нило-сахарским языкам (Anbessa & Unseth 1989 году Флеминг 1991) или быть изолятом (Эрет 1995). Его изучал Лионель Бендер в 1977 году, с использованием словаря, который собрал миссионер Харви Хоэкстр. В настоящее время (по состоянию на 2004) язык шабо изучается Даниэлем Аберрой из Аддис-Абебского университета.

## Классификация
На основании материалов, собранных о грамматике языка шабо можно предположить, что язык входит в команские языки. Исходя из этого, Флеминг (1991) классифицировал язык шабо как нило-сахарский, принадлежащий к команским языкам, в то время Эрет (1995) утверждал, что он не принадлежит ни к нило-сахарским, ни афроазиатским и не видит в них настоящие убедительные сходства, видя команские слова уже заимствованиями и говорили, что «когда-то доказательства этого влияния, были идентифицированы и выделены, есть немного еще предположений, что шабо может принадлежать к нило-сахарской семье». Таким образом, он расценивает этот язык как африканский изолят. Шнёбелен (2009) в языковом филогенетического анализе согласен с Эретом, что шабо лучше рассматривать как изолированный язык, но не исключает возможности противоречащих доказательств, полученных от применения сравнительного метода.

## Звуки

### Согласные
|               | Билабиальные | Альвеолярные | Палатальные | Велярные | Глоттальные |
| ------------- | ------------ | ------------ | ----------- | -------- | ----------- |
| Плозивные     | (p) b        | t d          | (c) (ɟ)     | k ɡ      | ʔ           |
| Имплозивные   | ɓ            | ɗ            |             | ɠ        |             |
| Абруптивные   | pʼ           | tʼ           | cʼ          | kʼ       |             |
| Фрикативные   | f            | (s) sʼ       | (ʃ)         |          | h           |
| Аппроксиманты | w            | l            | j           |          |             |
| Назальные     | m            | n            | ɲ           | ŋ        |             |
| Вибративыне   |              | r            |             |          |             |

Согласные в скобках не являются полностью фонематическими, в соответствии с Теферра (1995):
[р] и [f] находятся в свободном варьировании. 

[с] и [ʃ], а иногда и [с], [ɟ] и [ʒ], находятся в свободном варьировании, как в маджанге; Теферра связывает это с традиционной практикой удаления нижних резцов у мужчин. 

[h] и [k] иногда чередуются.
Имплозивные согласные есть в шабо и маджанге, но абруптивные согласные не встречаются в маджанге.
Длинные согласные находятся в нескольких словах, таких как walla «козел», kutti «колено», однако, эти звуки часто бывают неустойчивыми.

### Гласные
В языке шабо всего девять гласных: /i/ /ɨ/ /u/ /e/ /ə/ /o/ /ɛ/ /a/ /ɔ/. Иногда конечные гласные удаляются, сокращая медиальные гласные, например: deego или deg «крокодил».
Слоговая структура — (C)V(C), все согласные, кроме /r/ и /t/ могут быть в слоге в конце.
Язык тональный, но его тонология неясна. Примеры, приведённые Теферра в 1995 году, включают há «убить» по сравнению с hà «мясо».

## Грамматика
Основной порядок слов является субъект-объект-глагол; иногда есть послелоги вместо предлогов.

### Местоимения
| Русские местоимения | Местоимения шабо по Эрету              | Местоимения шабо по Теферо и Унсефу | Местоимения шабо по Хоэкстре |
| ------------------- | -------------------------------------- | ----------------------------------- | ---------------------------- |
| Я                   | tiŋ (m.), ''taŋa (f.)                  | tiŋ                                 | tiŋ(ka)                      |
| ты                  | kuku (m.), kungu (f.)                  | kuku                                | ŋaŋ(ka)                      |
| он                  | yi (m.)                                | ŋa                                  | ŋa(ufə)                      |
| мы                  | yiŋ (m.), ann (f.)                     | yiŋ                                 | yiiŋa                        |
| вы                  | sitalak (m.), siyakk (f.), suba (both) | ʃu(bək)                             |                              |
| они                 | kuka                                   |                                     |                              |

Местоимения «я» и «он» были похожи на местоимения из сурмских языков, однако, есть также сходство в местоимениях в омотском языке гунза с гендерные различия (Бендер 1983 год).

### Глаголы
При отрицании добавляется частица после глагола или существительного: gumu be «палки нет», ʔam be-gea «он не придет». Отрицательные частицы широко распространены в нило-сахарских и афро-азиатских языках.
Есть суффикс каузатива -ka: mawo hoop «вода вскипела» > upa mawo hoop-ka «человек вскипятил воду».
Многое в глагольной морфологии остается неясным. Третье лицо единственного числа будущего времени маркируется суффиксом -g- (например,  inɗage t’a-g «он съест») и 2 лицо множественного числа суффиксом -ɗe- (например subuk maakɛle kak t’a-ɗe  «Вы ели кукурузу»).

### Существительные
Выражение множественного числа факультативно. Три формы множественного числа:
«Дом» ɗoku > «дома» ɗokuk
«Собака» kaal/kaan > «собаки» kaalu/kaanu
«Нога» bicca > «ноги» biccaka
Существует суффикс -k, который иногда обозначает прямое дополнение, например, upa kaan-ik ye  «человек увидел собаку»). Аналогичный суффикс встречается во многих восточно-суданских языках.

### Числа
- 1. iŋki (в маджанге om-oŋ)
- 2. bap (pɛɛy)
- 3. jiita(jiit)
- 4. aŋan (aŋan)
- 5. tuul (tuul)
- 6. tulu(ŋ/m) (tuul a om)
- 7. tulikakiŋki (tuul a pɛɛy)
- 8. tunajiita (tuul a jiit)
- 9. tulaaŋan(tuul a aŋan)
- 10. bapif (bap if = «две руки»)
- 11. mabafifiŋki (aarn a om)

## Лексика
Лексика (Старостин 2017):
| русский | шабо         |
| ------- | ------------ |
| я       | tiŋ          |
| ты      | ku           |
| мы      | yiŋ; an      |
| что     | na-mbi       |
| кто     | na-fe        |
| не      | be           |
| один    | iŋki         |
| два     | bab          |
| птица   | holut        |
| собака  | kaːn         |
| вошь    | nɛnna        |
| дерево  | kˀona        |
| лист    | ɕˀaːm        |
| мясо    | há           |
| яйцо    | tutukan      |
| рог     | kˀare        |
| хвост   | sun-dum      |
| голова  | kˀoyi        |
| волосы  | ɕˀeːka       |
| глаз    | se           |
| ухо     | kˀiti        |
| нос     | šona         |
| зуб     | k(ˀ)aw       |
| язык    | рукаa        |
| рот     | kaw          |
| рука    | efu ~ ifu    |
| ноготь  | seŋgi        |
| нога    | biɕɕa        |
| сердце  | dundet       |
| кровь   | yɛrom        |
| кость   | emenan       |
| пить    | wo           |
| есть    | tˀa          |
| слышать | ɛɕɛt         |
| умирать | kˀo          |
| убивать | ka           |
| солнце  | oka          |
| луна    | kasip        |
| звезда  | roːga        |
| вода    | wo           |
| дождь   | ɗimu         |
| камень  | maːna        |
| дым     | ɕˀimbu       |
| огонь   | ɕ(ˀ)uwa      |
| зола    | punkˀa       |
| черный  | ɕˀiN         |
| ночь    | depu         |
| новый   | kˀina        |
| сухой   | iːɕˀi; sˀoto |
| имя     | wɔŋga-       |